# Cognelée
Cognelée (en wallon Cognêye) est une section de la ville belge de Namur située en Wallonie dans la province de Namur. C'était une commune à part entière avant la fusion des communes de 1977. 
Avant 1930, Cognelée était un hameau de Champion. 

## Démographie
- Sources:INS, Rem:1831 jusqu'en 1970=recensements, 1976= nombre d'habitants au 31 décembre.

## Liste des bourgmestres de 1930 à 1977

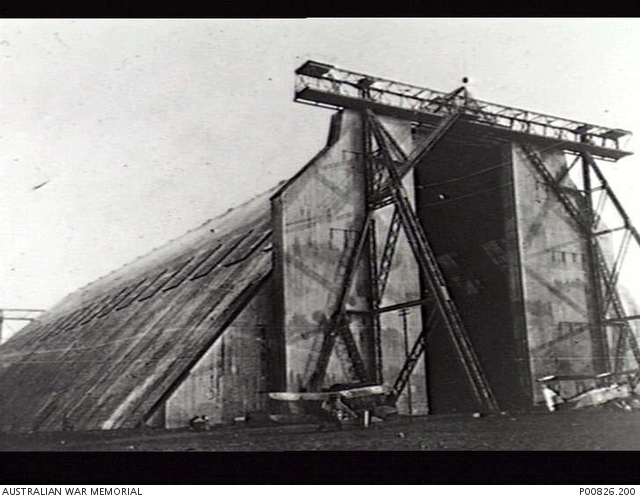
Avions alliés devant un des trois hangars à dirigeables en 1918.

## Patrimoine
- Eglise Saint-Nicolas. Edifice néo-classique daté de 1843[1].
- Le fort de Cognelée est un des neuf forts qui formaient la position fortifiée de la ville de Namur.  Il joua un rôle important au début de la Première Guerre mondiale (en 1914) mais ne fut pas réarmé en 1940. Une importante base de Zeppelins y fut installée par l'occupant durant la Première Guerre mondiale.  Elle comprenait trois hangars à dirigeables[2],[3].

- La Grande Cense, rue E. Tilieux. Datant de la première moitié du XVIIIe siècle et qui a conservé de sa défense primitive deux tours carrées[4].
- Ferme de Jette Fooz, route de Wasseiges. Ancienne dépendance de l'abbaye de Boneffe. Quadrilatère datant des XIXe et XXe siècles dont la grange qui remonte au XVIIIe siècle et remaniée au XIXe siècle. Remploie d'une dalle aux armes de l'abbé de Boneffe, Remi Chavée, dont le père était censier à Jette Fooz[5].